# Халаїдівська сільська рада
Халаї́дівська сільська́ ра́да — адміністративно-територіальна одиниця та орган місцевого самоврядування в Монастирищенському районі Черкаської області. Адміністративний центр — село Халаїдове.

## Загальні відомості
- Населення ради: 888 осіб (станом на 2001 рік)

## Населені пункти
Сільській раді були підпорядковані населені пункти:
- с. Халаїдове

## Склад ради
Рада складалась з 14 депутатів та голови.
- Голова ради: Омельченко Іван Дмитрович
- Секретар ради: Прокопенко Наталія Олександрівна

### Керівний склад попередніх скликань
| Прізвище, ім'я, по батькові | Основні відомості                                                 | Дата обрання | Дата звільнення |
| --------------------------- | ----------------------------------------------------------------- | ------------ | --------------- |
| Омельченко Іван Дмитрович   | Сільський голова, 1959 року народження, освіта вища, безпартійний | 26.03.2006   | 31.10.2010      |
| Омельченко Іван Дмитрович   | Сільський голова, 1959 року народження, освіта вища, безпартійний | 31.10.2010   |                 |

Примітка: таблиця складена за даними сайту Верховної Ради України

### Депутати
За результатами місцевих виборів 2010 року депутатами ради стали:

#### За суб'єктами висування
| Суб'єкт висування                                       | Кількість обраних депутатів | %    |
| ------------------------------------------------------- | --------------------------- | ---- |
| Самовисування                                           | 6                           | 42,9 |
| Партія регіонів                                         | 4                           | 28,6 |
| Політична партія Всеукраїнське об'єднання «Батьківщина» | 3                           | 21,4 |
| Комуністична партія України                             | 1                           | 7,1  |

#### За округами
| № округу                                                | Прізвище, ім'я, по батькові      | Дата визнання обраним | Освіта             | Партійна приналежність                        | Відомості про обраного депутата                    |
| ------------------------------------------------------- | -------------------------------- | --------------------- | ------------------ | --------------------------------------------- | -------------------------------------------------- |
| Комуністична партія України                             |                                  |                       |                    |                                               |                                                    |
| 9                                                       | Прокопенко Наталія Олександрівна | 03.11.2010            | середня            | позапартійна                                  | Халаїдівська сільська рада, секретар               |
| Партія регіонів                                         |                                  |                       |                    |                                               |                                                    |
| 4                                                       | Малярчук Людмила Михайлівна      | 03.11.2010            | вища               | позапартійна                                  | Халаїдівська загальноосвітня школа, вчитель        |
| 7                                                       | Барвінок Наталія Дмитр           | 03.11.2010            | вища               | член Партії регіонів                          | ДП"Халаїдівське", продавець                        |
| 11                                                      | Совгира Наталія Віталіївна       | 03.11.2010            | вища               | член Партії регіонів                          | тимчасово не працює                                |
| 14                                                      | Плиска Дмитро Васильович         | 03.11.2010            | вища               | позапартійний                                 | Халаїдівська загальноосвітня школа, вчитель        |
| Політична партія Всеукраїнське об'єднання «Батьківщина» |                                  |                       |                    |                                               |                                                    |
| 1                                                       | Коханівська Наталія Вікторівна   | 03.11.2010            | середня            | член Всеукраїнського об'єднання «Батьківщина» | страховакомпаніяПровідна, страховийагент           |
| 10                                                      | Блонська Людмила Василівна       | 03.11.2010            | середня спеціальна | позапартійна                                  | Халаїдівська сільська рада, землемір               |
| 12                                                      | Мартиненко Віталій Станіславович | 03.11.2010            | середня спеціальна | позапартійний                                 | тимчасово не працює                                |
| Самовисування                                           |                                  |                       |                    |                                               |                                                    |
| 2                                                       | Мороз Ольга Андріївна            | 03.11.2010            | середня спеціальна | позапартійна                                  | БібліотекаХалаїдівськоїСільської ради, бібліотекар |
| 3                                                       | Наливайко Юрій Петрович          | 03.11.2010            | середня            | позапартійний                                 | приватний підприємець                              |
| 5                                                       | Цехмейструк Віктор Дмитрович     | 03.11.2010            | середня            | позапартійний                                 | тимчасово не працює                                |
| 6                                                       | Магльона Віталій Дмитрович       | 03.11.2010            | середня            | позапартійний                                 | тимчасово не працює                                |
| 8                                                       | Ткачук Таміла Федорівна          | 03.11.2010            | вища               | позапартійна                                  | Халаїдівська сільська рада, бухгалтер              |
| 13                                                      | Риженко Микола Григорович        | 03.11.2010            | середня спеціальна | позапартійний                                 | фермерське господарство «Долина», голова           |